# Candados de amor

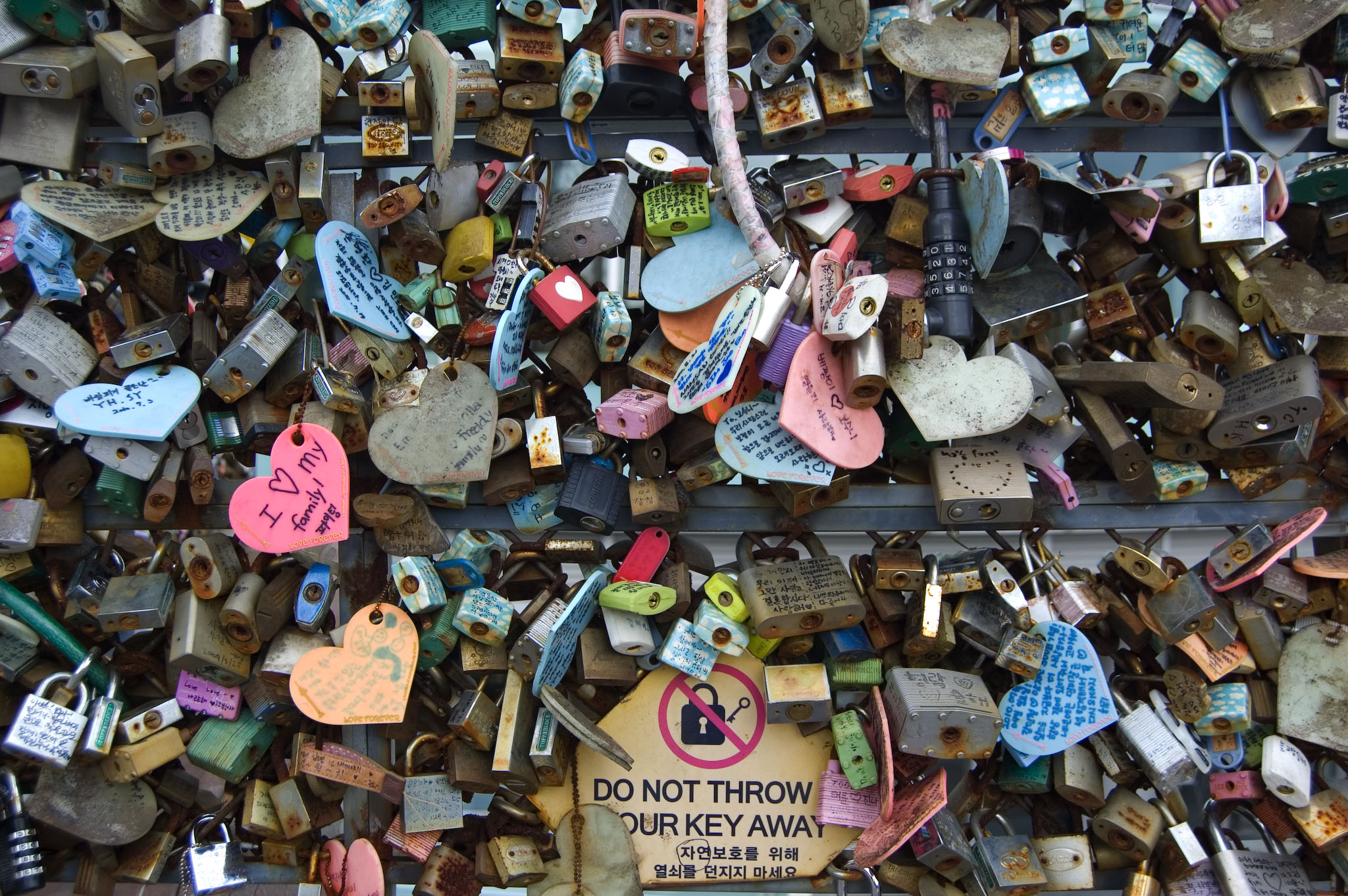
Candados de amor fijados a la Torre Seúl N con un letrero que prohíbe a la gente arrojar la llave.

Un candado de amor es un candado colocado en un puente, cerca, puerta, o accesorio público, significativo para una pareja enamorada, para simbolizar su amor. Normalmente, se escriben sobre el candado los nombres o iniciales de los integrantes de la pareja, y una vez cerrado el candado, se tira la llave para simbolizar el amor inquebrantable. Desde la década de 2000, los candados de amor han proliferado en varias localidades alrededor del mundo. Con frecuencia son tratados como basura o acto de vandalismo por las autoridades municipales, ya que hay algún costo para su eliminación.

## Historia
La historia de los candados de amor se remonta a un melancólico cuento serbio de la Primera Guerra Mundial, con una mención al puente Ljubavi (lit. "El Puente del Amor") en el pueblo balneario de Vrnjačka Banja. Una maestra de escuela llamada Nada, que era de Vrnjačka Banja, se enamoró de un oficial serbio llamado Relja. Después de comprometerse, Relja tuvo que ir a la guerra en Grecia, donde se enamoró de una mujer de Corfú. Como consecuencia, Relja y Nada rompieron su compromiso. Nada nunca se recuperó de ese golpe devastador, y después de un tiempo, ella murió debido a que le rompieron el corazón. Como las jóvenes mujeres de Vrnjačka Banja querían proteger sus propios amores, empezaron a escribir sus nombres, con los nombres de sus seres queridos, en candados y los colocaron en el puente en donde Nada y Relja solían encontrarse.
En el resto de Europa, los candados de amor comenzaron a aparecer a principios de la década de 2000 popularizándose de modo generalizado su colocación en puentes de localidades turísticas y en general en los puentes de cualquier ciudad. Por ejemplo, la provincia de Castellón en España cuenta con candados sobre el Puente del Rio Seco de la zona universitaria de la capital y en la pequeña localidad turística costera de Peñíscola. Las razones por las cuales los candados de amor empezaron a aparecer no son claras y varían dependiendo del lugar. Por ejemplo, en Roma, el ritual de colocar candados de amor en el Puente Milvio es atribuido a la novela de 2006 Tengo ganas de ti, del autor italiano Federico Moccia, quien hizo una adaptación cinematográfica en el 2007.

## Localizaciones notables y controversias

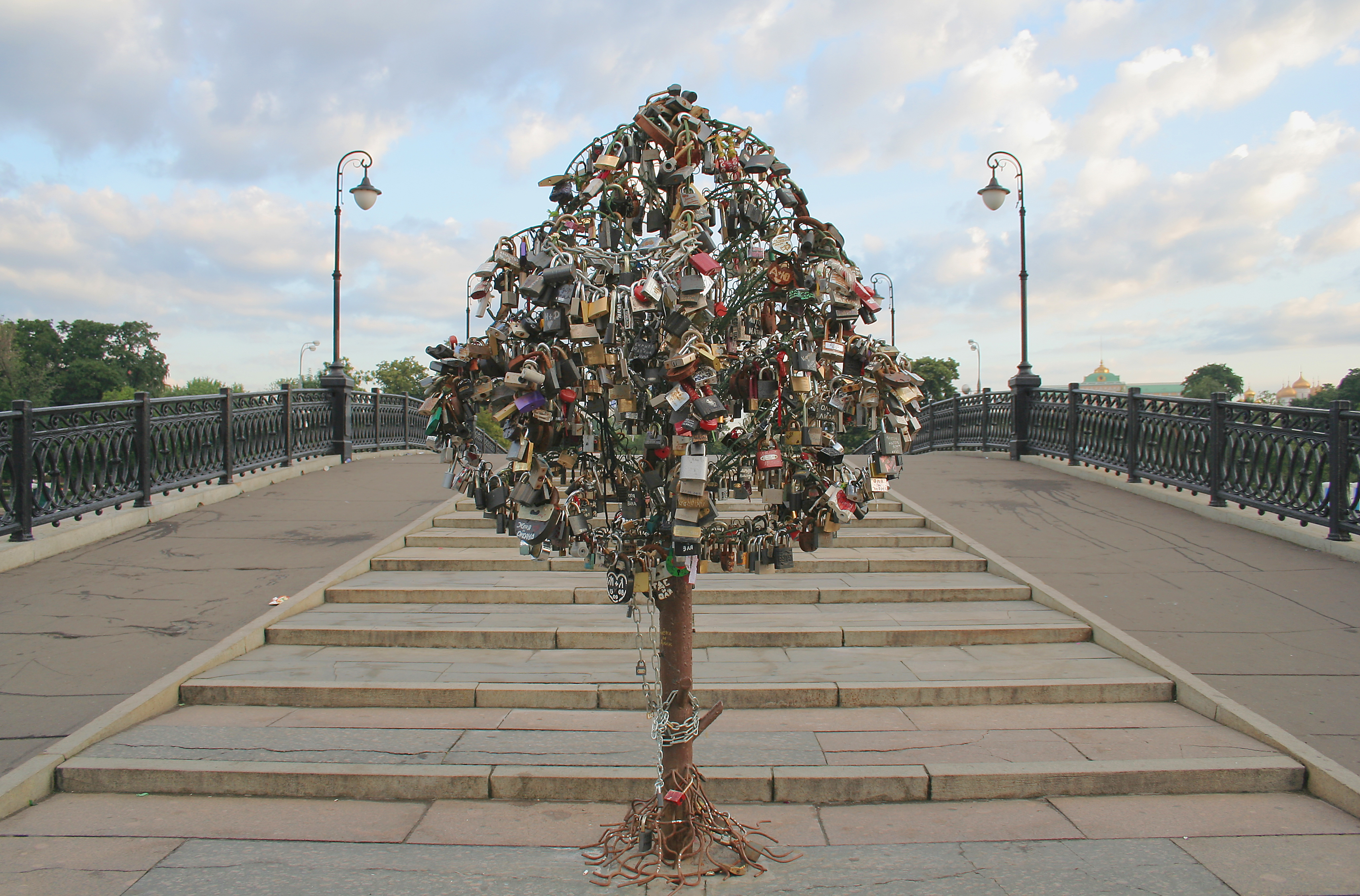
Un árbol de hierro construido en el canal de Vodootvodny en Moscú, completamente cubierto por candados.

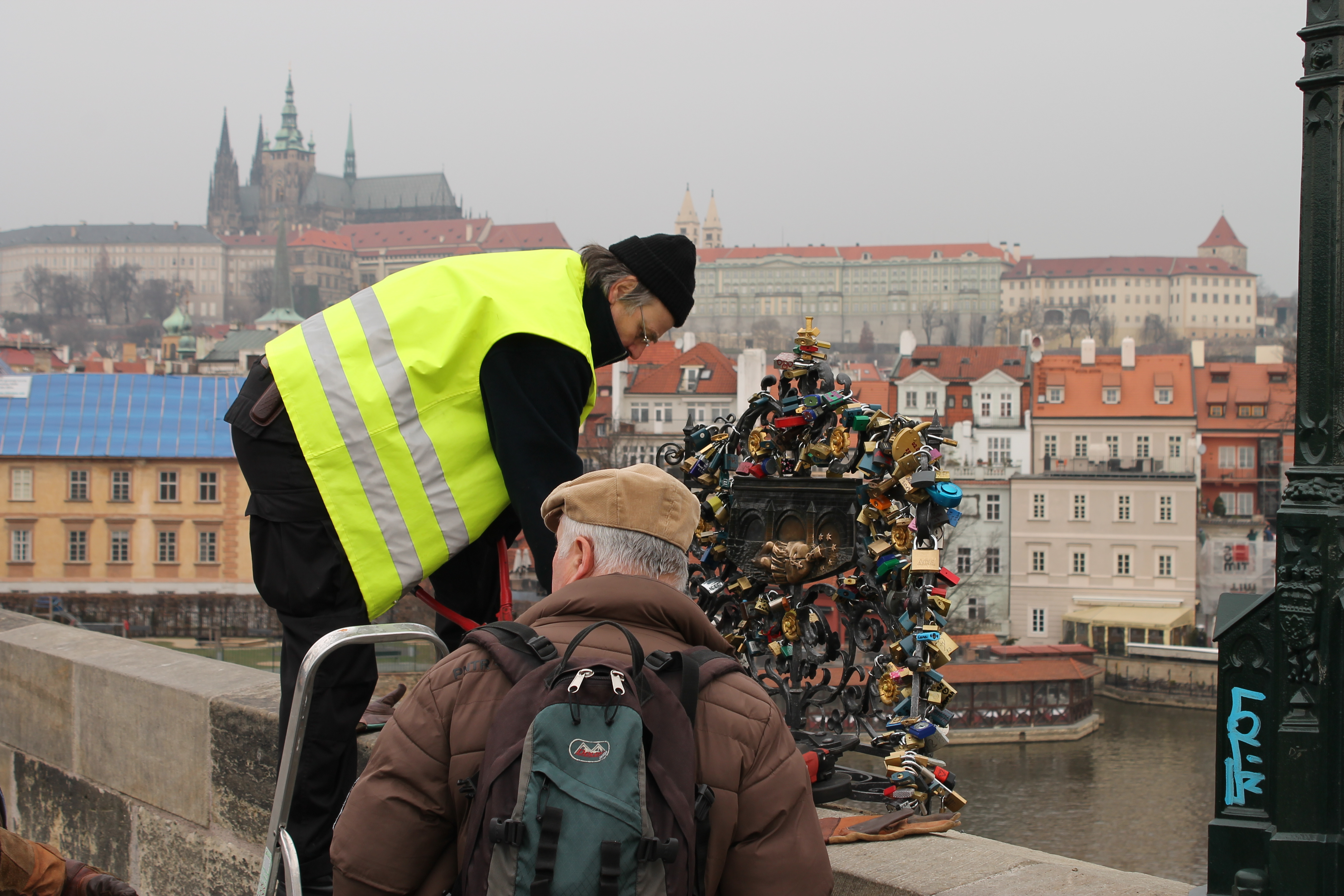
Eliminación de candados en el Puente de Carlos en Praga

En distintos países, las autoridades locales y los propietarios de lugares de referencia han expresado su preocupación y han intentado retirar los candados de amor: 
- En mayo de 2010, la ciudad de París expresó su preocupación acerca del creciente número de candados en el Puente de las Artes (Pont des Arts), en la Pasarela Léopold Sédar Senghor (Passerelle Léopold-Sédar-Senghor) y el Puente del Arzobispado (Pont de l'Archevêché), declarando que "crean problemas para la preservación de nuestro patrimonio arquitectónico". Los candados del Pont des Arts desaparecieron misteriosamente en la noche del 11 de mayo de 2010, pero la administración negó haber sido responsable, hasta que se descubrió que habían sido retirados por un estudiante de la Escuela de Bellas Artes para hacer una escultura.[5] Inmediatamente, los candados del amor comenzaron a aparecer en el Puente del Arzobispado[6] y desde entonces se extendieron a por lo menos 11 puentes del río Sena, las pasarelas Canal Saint Martin, y parques y monumentos por toda la ciudad. Muchos turistas erróneamente creen que es una antigua tradición parisina, sin darse cuenta de que esta práctica apenas llegó a París a finales de 2008, después de haber afectado ciudades en Italia y en Asia. En enero de 2014, una campaña y petición, No Love Locks™, fue fundada por dos estadounidenses residentes en París, en un intento por salvar los puentes y monumentos históricos de la ciudad del gran número de candados. Se atribuye a la atención prestada por los medios internacionales a la campaña el inicio de las acciones tomadas en el verano y el otoño de 2014, cuando la ciudad empezó a buscar alternativas a los candados de amor, pidiendo al público que parasen de colocar candados en los puentes y monumentos parisinos. El 9 de junio de 2014, el peso de los candados en el Pont Des Arts fue culpado del colapso de una parte del parapeto.[7] La ciudad hizo un experimento en septiembre de 2014 en el Pont des Arts, reemplazando tres paneles con un tipo de vidrio especial que prevendría la colocación de nuevos candados.[8]

- En la ciudad de Nueva York, Estados Unidos, en 2013 un grupo de aficionados al "locksport" se organizó para retirar candados del Puente de Brooklyn (Brooklyn Bridge).[9]

- Deutsche Bahn, operador de puentes, amenazó con quitar los candados del Puente Hohenzollern en Colonia, Alemania. Finalmente, cedió ante la oposición pública.[10]

- En Albury, Nueva Gales del Sur, Australia, los candados del amor empezaron a aparecer en una cerca con vista al Lago Hume, en las afueras de la ciudad, cerca de la presa situada en la frontera con Nueva Gales del Sur.

- En Canadá, los candados del amor aparecieron en el Camino Salvaje del Pacífico (Wild Pacific Trail) en Ucluelet, en la Isla de Vancouver, y han causado controversia ya que unos cuantos los ven como una distracción de la naturaleza. Los candados fueron retirados del Puente del Humber debido a las preocupaciones por la estética del lugar y la inquietud de que el puente se convirtiera en un destino para colocar candados del amor.[11] La pasarela de Corktown también es una atracción para colocar candados.[12]

- En Florencia, Italia, 5500 candados fijados al Puente Viejo (Ponte Vecchio) fueron retirados por el ayuntamiento de la ciudad. Según el ayuntamiento, los candados presentaban un problema estético y también rayaban y abollaban el metal del puente.[13]

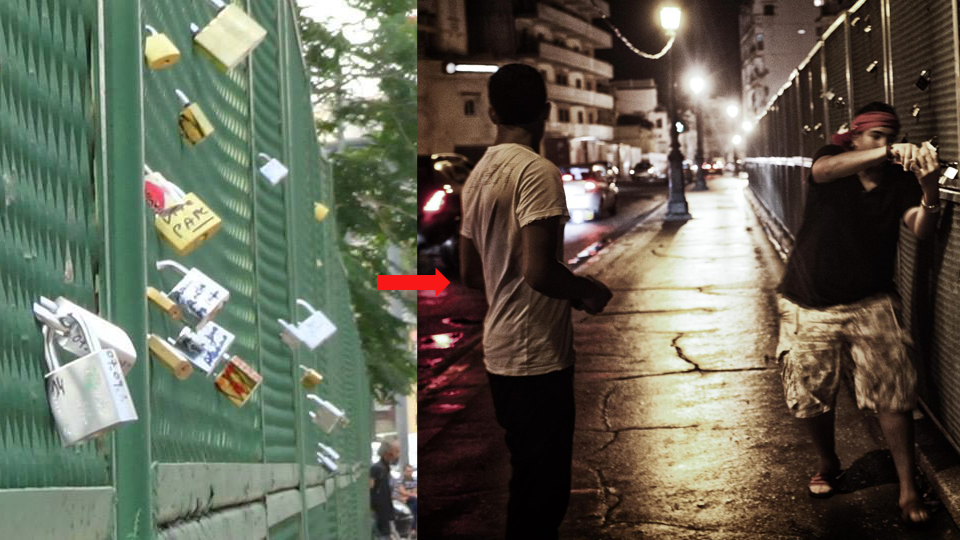
En Argel, los candados de amor han sido retirados por los jóvenes.

- En Dublín, Irlanda, los candados en el puente Ha'penny Bridge en el Río Liffey fueron retirados por el ayuntamiento de la ciudad de Dublín a principios de 2012. Los miembros del ayuntamiento dijeron que los candados podrían dañar la estructura. "Parece que esto comenzó a suceder en los últimos meses y estamos pidiendo a las personas que no lo hagan", dijo un miembro del ayuntamiento de Dublín. Algunos candados también han sido retirados del Puente Millennium, cerca de Ha'penny Bridge, en el centro de la ciudad, dijo el ayuntamiento. Los candados han sido criticados por ser mal vistos en estructuras públicas. También pueden causar más daños al ser quitados. El ayuntamiento confirmó que continuaría quitando los candados que estuvieran en los puentes del centro de la ciudad.[14]

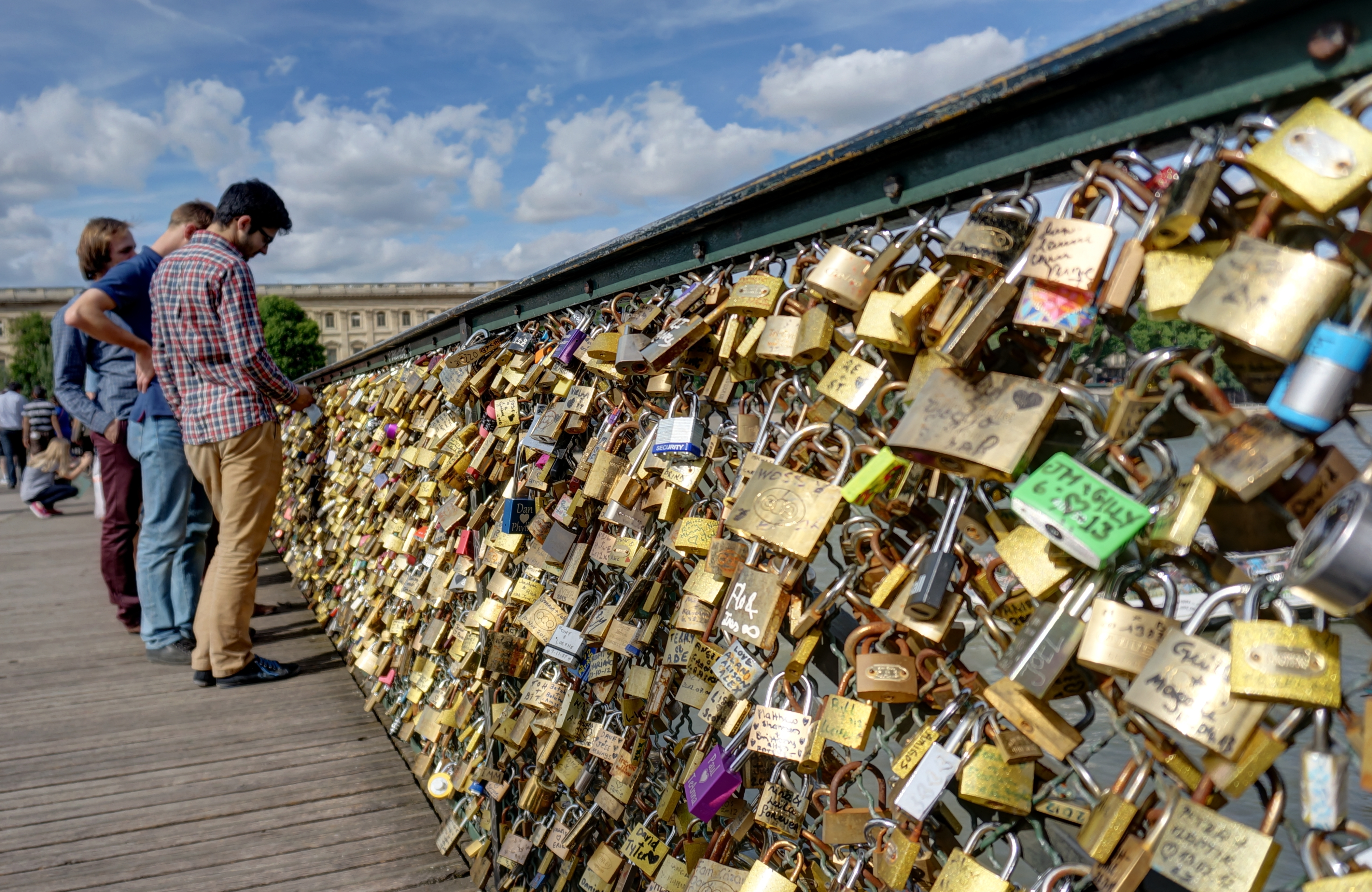
Candados de amor en el Pont des Arts, París

- En Playa Blanca, Lanzarote, Islas Canarias, España, existen varias cadenas que recorren el paseo de la playa con candados del amor. Muchos de ellos son ya comercializados en forma de corazón para facilitar su colocación en estas cadenas. Pueden ver muestras de estos candados en la sitio web de Turismo de Yaiza.[15] Parece que, afortunadamente, los han retirado.  Candados del Amor en Playa Blanca, Lanzarote

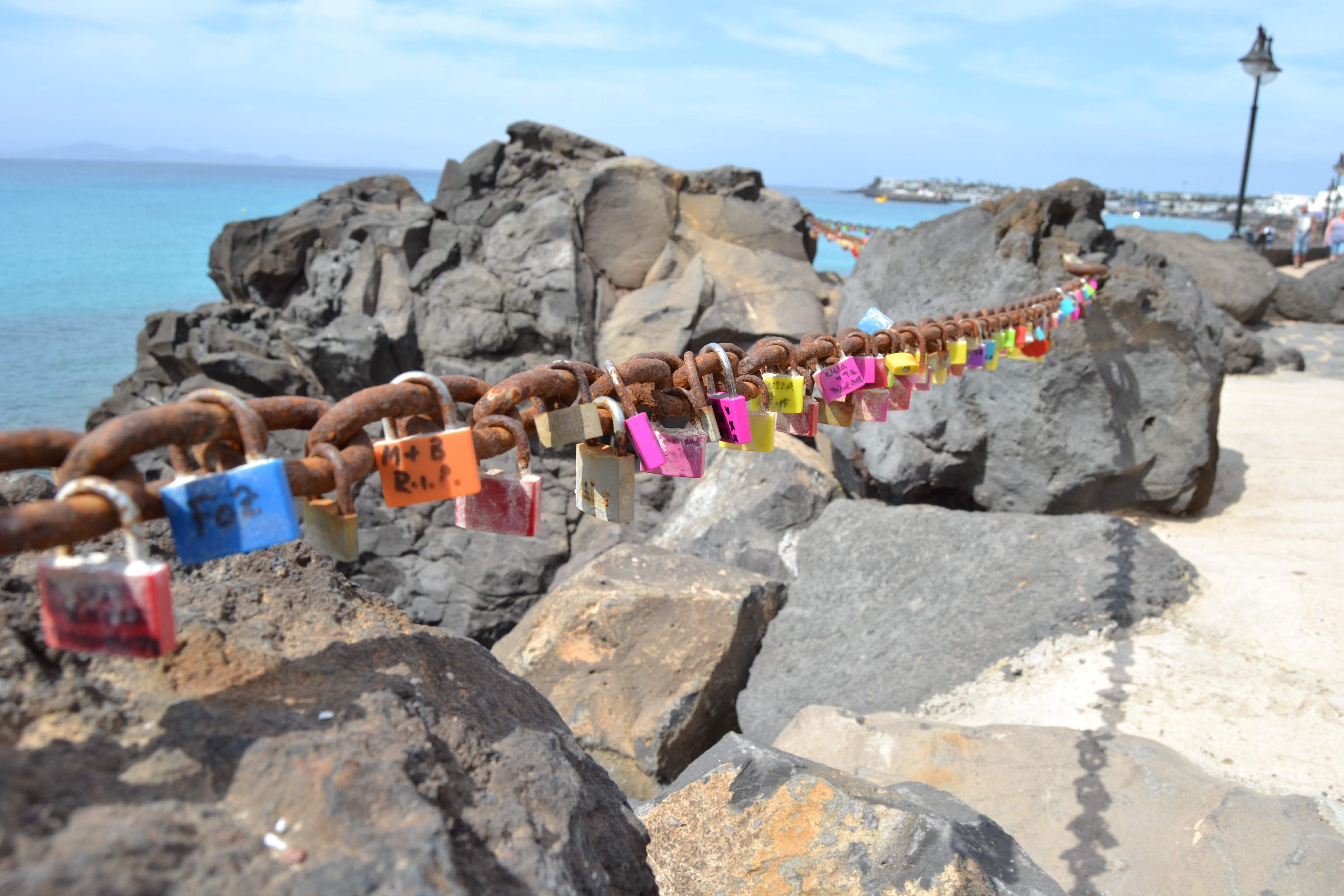
Candados del Amor en Playa Blanca, Lanzarote

- En Bamberg, Alemania, después de haber invitado al público a colocar candados de amor en el puente Kettenbrücke en 2011, los funcionarios amenazaron con quitarlos durante el mismo año debido a que el puente se estaba dañando, pero hubo indignación del público, y después de varias reuniones del municipio los candados permanecieron ahí.

- En Argel, Argelia, los candados de amor fueron añadidos en septiembre de 2013 a un puente que anteriormente era conocido como "el puente del suicidio" en Telemly, un distrito en Argel. Pero tan solo unos días después, luego de que un imam grabara un vídeo donde decía que los candados de amor estaban prohibidos en el islam, muchos jóvenes llevaron herramientas para quitarlos durante las noches.[16][17]

- En Las Vegas, Nevada, Estados Unidos, un modelo a escala 1/2 de la Torre Eiffel ubicado en el hotel Paris Las Vegas, en el famoso Las Vegas Strip, inspiró a los visitantes a colocar candados en la pasarela que lleva desde los ascensores hacia la parte superior de la torre. A los visitantes se les prohíbe tirar la llave desde lo alto de la torre, y los candados son vendidos ya abiertos y sin llave, en el vestíbulo del hotel.

- En Toowoomba, Australia, los candados de amor aparecieron en el Picnic Point, una atracción turística que es patrimonio histórico y ofrece un parque y mirador en la parte superior de la Gran Cordillera Divisoria.[18]

- En Atlanta, Georgia, Estados Unidos, los candados del amor fueron quitados por funcionarios en el Beltline de Ralph McGill en 2013. Sin embargo, los candados aparecieron en la Avenida Cherokee en Great Park desde noviembre de 2014.

- Las autoridades en Canberra, Australia, decidieron, en febrero de 2015, quitar los candados de un puente que se estaba convirtiendo en una atracción popular para colocarlos, y en otros lugares en Canberra. Las justificaciones dadas fueron la posibilidad de futuras amenazas a la seguridad pública por una eventual sobrecarga del puente ocasionada por el peso de los candados, y la interferencia estructural resultante de la corrosión. Un puente en París fue mencionado por las autoridades como un ejemplo de sobrepeso en el puente, una probable referencia al Puente de las Artes.[19]

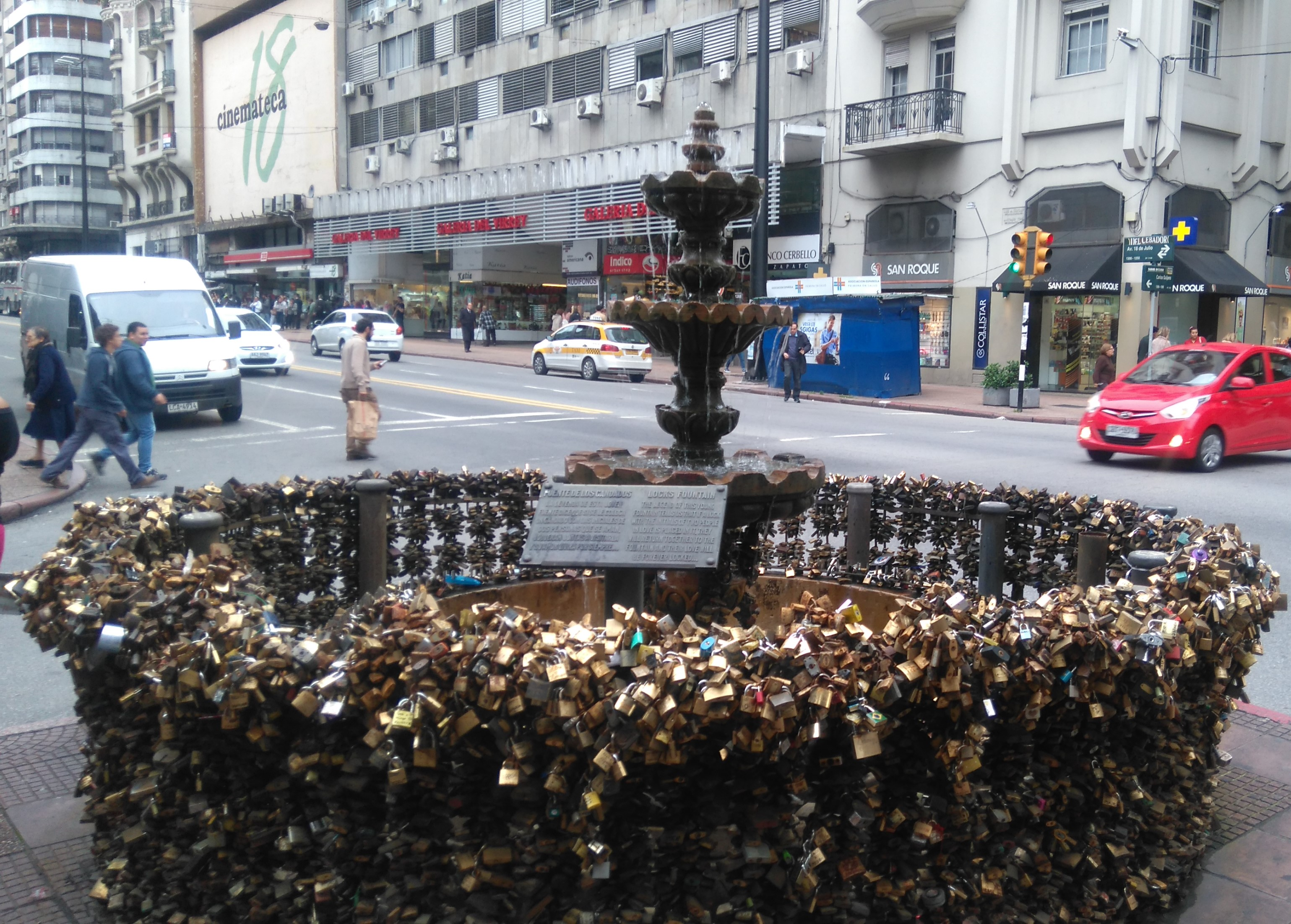
Candados de amor de Uruguay en 2016.

- En Montevideo, Uruguay, hay una fuente que en su parte frontal tiene una placa que se encuentra ubicada en el histórico Bar Facal sobre la avenida principal de la ciudad, la Avenida 18 de Julio, en la esquina con la calle Yí.[20] A pocos metros se encuentra también una estatua del cantante de tango uruguayo Carlos Gardel

- En España se puso de moda en las grandes ciudades fluviales. Así, en Sevilla, río Guadalquivir, estuvieron poniendo candados en el puente de Triana, hasta que el Ayuntamiento los retiró y puso multas. En Zaragoza, río Ebro, el elegido fue, curiosamente, el puente de Santiago, y no el de Piedra, más antiguo. En Murcia, río Segura, fue en el puente viejo o puente de los peligros, en el que muchas parejas dejaban su candado en señal de enamoramiento. A partir de 2016 fueron siendo retirados poco a poco, alegando las autoridades problemas de salubilidad por la corrosión de los candados.

## Leyendas y supersticiones
En algunos lugares, a los candados se les ha dado un carácter casi legendario o supersticioso:
- En Fengyuan, Taiwán, los candados de amor fijados en un paso a desnivel en la estación de tren de la ciudad a menudo son colocados en parejas. Estos candados son conocidos como los "candados de los deseos" y una leyenda local dice que el campo magnético generado por los trenes que pasan por ahí hará que la energía se acumule en las cerraduras y cumplirá los deseos de las parejas.[21]